# 部落公国

神圣罗马帝国，约公元1000年

部落公国（德語：Stammesherzogtum，源于“部落”：Stamm一词，指日耳曼人中的法兰克，萨克森，巴伐利亚和士瓦本等部落）是德意志王国的一种组成形式，一种基本行政区划，实行于911年卡洛林王朝绝嗣后到十世纪神圣罗马帝国建立之间。
八世纪时，属于卡洛林家族的法兰克王国国王曾试图打乱各个日耳曼部落的势力，但是由于其势力在九世纪后期的衰退，这些部落又开始各行其是，在原来的部落领地的基础上形成了五个部落公国：巴伐利亚，弗兰肯（法兰克尼亚），洛塔林吉亚，萨克森和士瓦本（阿勒曼尼亚）。 
在萨利安王朝时期，部落公国依然是王国的基本行政区划。但到了中世纪前期的霍亨斯陶芬王朝时期，各部落的凝聚力已经显著降低。1180年，部落公国被腓特烈一世废除。随后建立的公国开始以地区而不是以民族划分，建立的公国数量也增多了。
德语中一词在19世纪中期才开始为德国史学界采用，而且从一开始就与德意志统一的思潮密切相关。 这一术语的适用性，以及对部落公国的定性因此从很久以前就广有争议。英文中按照字面翻译的Stem Duchy一词要到二十世纪早期才被创造出来。 后世学者为了避免争议，通常避免使用部落公国这一说法。

## 日耳曼部落

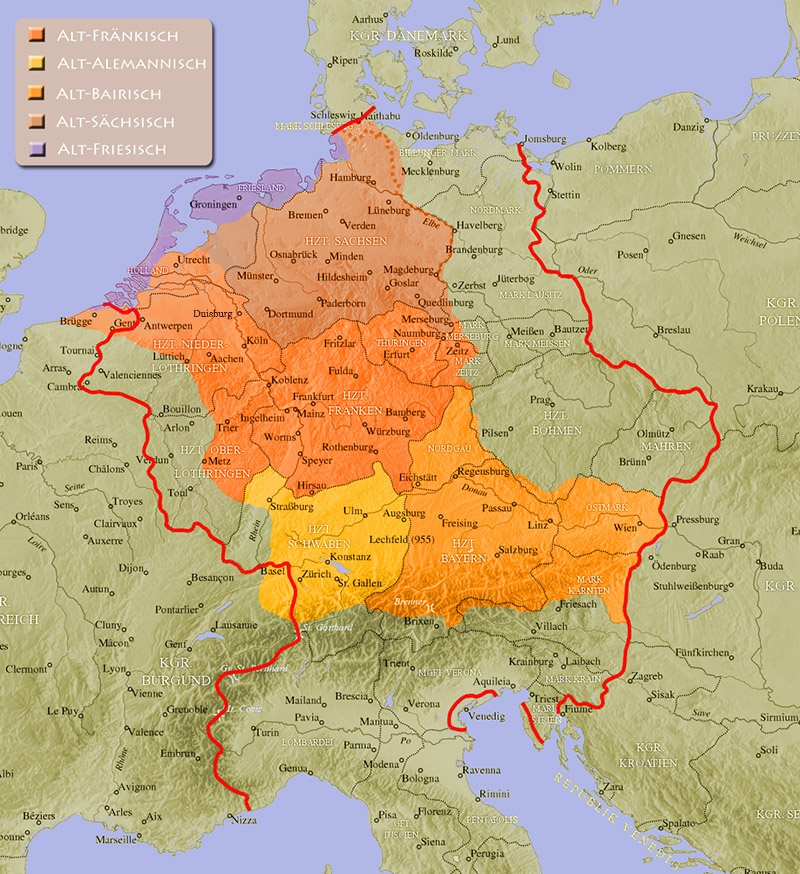
奥托一世在位期间古高地德语（阿勒曼尼语，巴伐利亚语），古法兰克语，古萨克森语和古弗里西语的分布，10世纪。

将日耳曼人划分为一系列部落(Deutsche Stämme; Volksstämme) 的做法始于18~19世纪的德国编年史学界和人种学界。传统上日耳曼人共有六大部落：巴伐利亚，士瓦本（阿勒曼尼），法兰克，萨克森，弗里西和图林根。到8世纪末，六大部落一统于加洛林帝国，其中只有四个发展为后世的部落公国。908年，墨洛温王朝时期册封的图林根公国被萨克森公国吞并；734年，弗里西王国被法兰克王国吞并之后仅成为伯爵领。六大部落各有其传统律法，其中法兰克，萨克森和士瓦本的律法一直沿用到13世纪，与帝国法律时有冲突。
勃兰登堡，卢萨蒂亚，梅克伦堡，上萨克森，波美拉尼亚，西里西亚和东普鲁士等公国建立于12~15世纪，是东向移民运动的产物，不在部落公国之列；相对地，它们有时被称为新部落（Neustämme）。
对日耳曼部落的划分也影响了传统上的德语方言分类：法兰克语，阿勒曼尼语，图林根语，巴伐利亚语和低地萨克森语（包含弗里西-萨克森方言）。现在的巴伐利亚州的方言和行政区的划分也最终归因于此。

## 东法兰克王国时期
在东法兰克王国境内有数个大型公国，它们都曾经是独立的邦，所以有时也被称为王国（regna），内部也都具有一定的向心力。这其中包括被查理大帝征服的萨克森和巴伐利亚，以及746年臣服于法兰克人的阿勒曼尼亚。 这些新征服的领地被称为“新公国”，以区别于墨洛温王朝时期的老封臣们。奥地利历史学家赫维希·沃尔夫汉反对这一观点，认为并无所谓老公国和新公国的区分；同样地，日耳曼地区的公国和卡洛林王朝其他领地上的公国也并无二致。其理论依据是，尽管查理曼死后法兰克王国分裂了，但一开始彼此的政治结构几乎相同。
随着凡尔登条约（843年），墨尔森条约（870年）和里布蒙条约（880年）的签订，东法兰克王国独立出来，其领土包括巴伐利亚、阿勒曼尼、萨克森及其他原法兰克王国的东方领土。864-865年间日耳曼人路易的儿子们进一步分割了国土，这一次分割基本是按照部落公国的边界进行的。899年童子路易即位后，赋予了各公国更大的自治权，导致王权迅速衰落，国王沦为名义上的领袖。

## 神圣罗马帝国时期

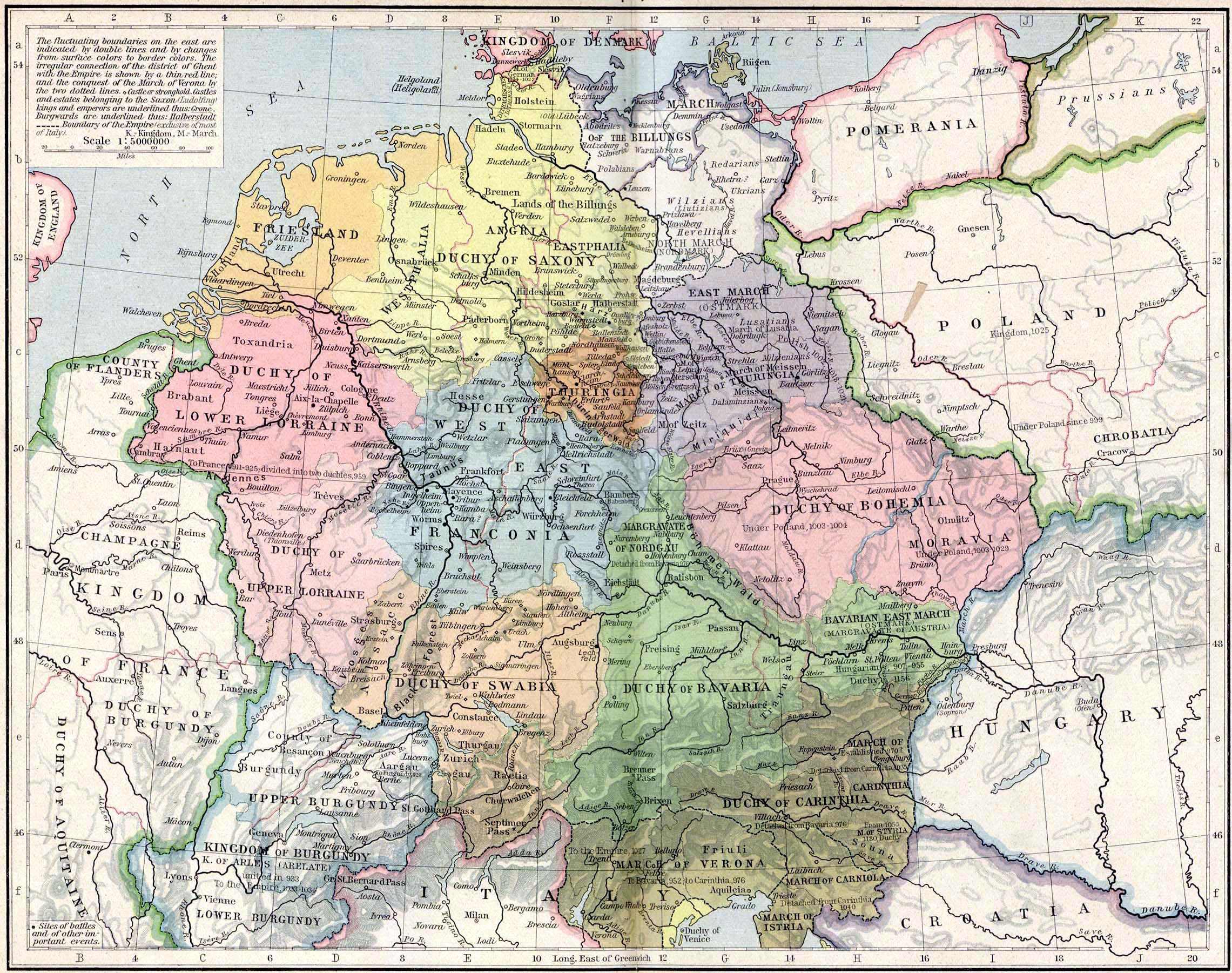
东法兰克王国(919–1125)境内的后期部落公国:
黄色为萨克森, 蓝色为弗兰肯, 绿色为巴伐利亚, 橙色为士瓦本, 粉色为洛林

911年，加洛林王朝的最后一任国王孩童路易去世。部落公国的公爵们决定继续团结在东法兰克王国旗帜下，并选举康拉德一世为新任国王。彼时没有任何公爵产生过独立的念头。最好的例子是918年康拉德一世去世后，其继任捕鸟人亨利的合法性曾被质疑，但即便如此亨利的主要对手，巴伐利亚公爵阿努尔夫也没有令其领地独立，而是选择争取整个王国，  虽然最后失败并屈服于亨利。亨利一世当时有可能以立法的形式规定了王国的领土完整不容质疑。政治斗争失败后阿努尔夫继续在其领地享有完整的统治权，但937年在其去世后，亨利的儿子奥托一世很快把他的领地收为直辖。奥托王朝的君主们致力于将部落公国郡县化，但在亨利四世时期公爵们还是争取到了实质上的世袭权。
当时的部落公国有以下五个：
弗兰肯公国 (~939)
王室的近支康拉丁家族主导了弗兰肯但是从未能完成统一。弗兰肯也未能涵盖法兰克人的全部传统领地——奥斯特拉西亚，因为在凡尔登条约中它已经被一分为三，除了弗兰肯以外，另外两部分分别是洛林和法兰西王国的核心区域。911年康拉丁家族登上王位，但随后就不得不让位于萨克森的鲁道夫家族。他们心有不甘发动了叛乱，但终告失败，其爵位被剥夺，公国也被归为王室直辖领。弗兰肯公国从939年起逐渐分崩离析，化为一系列小邦国，再也未能整合为一；其方言也分化为高弗兰肯语，中弗兰肯语和低弗兰肯语三支，因此从文化角度弗兰肯也已不复存在。
洛塔林吉亚公国（~959）
洛林不仅是原法兰克王国，也是法兰克部落文化的核心区域。随着843年凡尔登条约的签订，洛林自奥斯特拉西亚独立，成为中法兰克王国的一部分，并在903年组建为公国。随后洛塔林吉亚一直在东西法兰克之间反复易手，直到939年被东法兰克王国彻底吞并。959年洛塔林吉亚公国被进一步分为上洛林公国和下洛林公国。上洛林的一部分后来演变为今天法国的洛林地区；下洛林演变为尼德兰诸邦（今天的荷兰、比利时和卢森堡），之后又被勃艮第公爵统一。下洛林直到1190年都还是神圣罗马帝国下辖的一个公国，随后它被封给了布拉班特公爵。
士瓦本公国（~1268）
阿勒曼尼亚早在五世纪末就从名义上归属于法兰克王国，但直到746年法兰克人开始直接统治时它才成为一个公国。在中世纪中期，阿勒曼尼亚和士瓦本这两个名字基本上是通用的。第一个获得士瓦本公爵头衔的是图尔高的布耳夏德家族，但之后因为在同鲁道夫的斗争中失败而被剥夺头衔。公爵头衔随后又几度易手，直到1079年被霍亨斯陶芬家族继承。霍亨斯陶芬家族登上王位以后，士瓦本成为王室发源地。13世纪霍亨斯陶芬王朝崩溃，士瓦本陷入一片混乱，维特尔斯巴赫家族，符腾堡家族和哈布斯堡家族各占有其一部分，不久旧瑞士邦联又从哈布斯堡家族的士瓦本领地独立出去。士瓦本的核心地区后来以符腾堡伯国的形式存在，1495年升级为公国，十九世纪末又升格为符腾堡王国。
萨克森公国（~1296）
鲁道夫家族曾长期被委任管理萨克森公国，他们后来取得了公爵头衔，又在919年登上了王位。11世纪比隆家族实际统治着萨克森。1137年以后头衔落入韦尔夫家族手中。随着1180年狮子亨利的去世，萨克森公国解体，分出威斯特伐利亚公国和不伦瑞克-吕讷堡公国，仅余易北河流域的萨克森核心地区分封给阿斯坎尼家族。1296年萨克森的剩余部分又分裂为萨克森-劳恩堡公国和萨克森-威登堡公国。后者于1356年升为选侯，神圣罗马帝国解体后又成为独立的萨克森王国。
巴伐利亚公国
利奥波丁家族曾负责守卫卡林西亚边区，后来获得了巴伐利亚公爵头衔。后来头衔被鲁道夫家族的一支继承，最后又落入韦尔夫家族。因为韦尔夫家族在与霍亨斯陶芬王朝的斗争中落败，奥地利（1156年），施泰尔马克和蒂罗尔（1180年）被从巴伐利亚中剥离，剩余的领土转封维特斯巴赫家族。他们对巴伐利亚的统治一直延续到一战，其间在13到15世纪公国曾多次分裂，但始终掌握在家族内部手中。1503年巴伐利亚公爵阿尔伯特五世重新统一了巴伐利亚。1623年巴伐利亚被升为选侯，神圣罗马帝国解体后独立成为巴伐利亚王国。

## 影响
神圣罗马帝国中世纪复杂的政治变动导致了大多数的早期公国的分裂和消亡。1180年腓特烈一世废除了部落公国制，转而建立更多的地区公国。五个部落公国中唯有巴伐利亚成功转型并存活，直到以自由邦的身份与德国合并。萨克森的领土虽然不断缩减，但其名号得以保留，最终成为今天的萨克森州。弗兰肯和士瓦本早已解体，沦为模糊的地理名词。另一个特例是图林根公国。这个墨洛温王朝时期封的老公国并非部落公国。918年它被降格为萨克森公国下属的伯爵领，1920年成为现代德国的图林根州。